# Александар Турунджев
Олександр Турунджев (1872 — 30 серпня 1905) — македонський революціонер, учасник македонського революційного руху, член і лідер Македонської революційної організації.

## Перші роки
Народився 1872 року в с. Горно Врбені), Леринської області. Зовсім молодим вступив до лав ТМОРО спочатку як четник, а потім як воєвода.
Під час Ілінденського повстання зі своєю ротою брав активну участь у боях під Леринщиною. За всі роки нелегального проживання та пересування Турунджев регулярно відвідує села Леринського району, а також деякі села Долної Преспи та Бітольського району.
Він став популярним завдяки своїй мужності та завзяттям до природного прагнення власного народу здобути свободу зі зброєю в руках. Він був також міцний чоловік, спортивної статури, високий, з пишним кудлатим волоссям, високим чолом і орлиним поглядом.
Усюди він був дорогим гостем, бо він із товаришами винищував найбільших головорізів і катів на Леринщині, а бажаючі не наважувалися стати новими гнобителів і мучителів македонського народу, через великий страх Олександра Турунджева.

## Ілінденське повстання

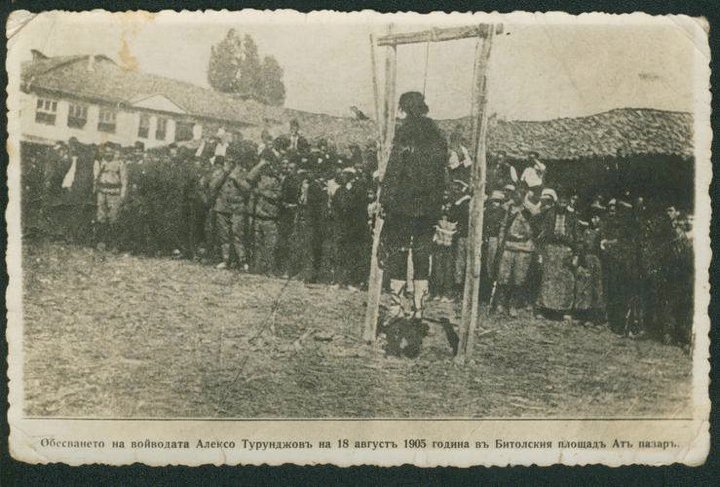
Повішення Турунджева

Після рішення про початок повстання в Салоніках і підтвердження його на Смілевському з'їзді на Турунджева було покладено обов'язок реорганізувати власне село і підготувати його до повстання.
Закінчивши військову підготовку своїх односельців різного віку, але переважно у віці 20-25 років, Турунджев з усіма ними, близько 230 осіб, задіяних у навчанні, організував кілька маневрів, маневруючи в імпровізованих зіткненнях між повстанцями та аскерами, брав участь у купівлі зброї.
Під час Ілінденського повстання на Леринщині була дотримана директива Смілевського з’їзду про партизанський спосіб ведення війни, під час якої діяли загони, а жителі села залишалися у своїх селах. Всього було мобілізовано 500 бійців, лише рідне село Турунджева дало близько 100 хоробрих повстанців.
Османські воєначальники розробили детальний план контрнаступу проти македонських революційних, повстанських загонів. А щоб не допустити повторного активізації повстанського руху на Леринщині, вілаєтська влада в Бітолі вирішила розмістити в рідному селі Турунджева новий загін, який прибув зі своїм командиром 14 листопада 1903 року.
Його присутність не злякала членів ТМОРО в легендарному Екши-Су (Горно Врбені), а також не зупинила організаційну діяльність легендарного сина села Олександра Турунджева, який почав відбудову революційної мережі у своїй місцевості, ставши популярним, особливо після візиту до регіону Даме Груєва, Верховного Головнокомандувача під час Ілінденської революції, і його вірна тінь, безкомпромісний революціонер - Георгі Сугарєва.

## Смерть

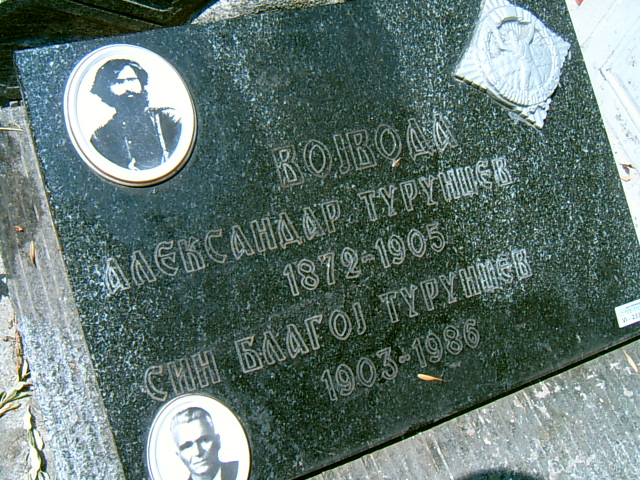
Могила Олександра Турунджева в Бітолі

Після повстання брав участь у відновленні революційної мережі в своєму краї, увійшов до нового складу Леринської гірської команди.
Наприкінці 1904 року в селі Айтос Леринської області був переданий розвідником Митрою Гіньковим за 150 жолтиці. Був схоплений і доставлений до слідчого ізолятора Бітоля. Там його піддали великим катуванням і тримали цілий рік. Турецький суд у Бітолі засудив його до смертної кари 29 серпня 1905 року, а вирок був приведений у виконання шляхом публічного повішення на Бітольському Ат-Пазарі 30 серпня 1905 року. Турунджева з наручниками на руках і ногах вперше показали на площі в Бітолі. Хресний хід розпочався від Годинникової вежі, біля Безістенота, річки Драгор, аж до Ат-пазара. Турунджева посадили в карету, і загін пішов вперед, читаючи звістку, що його стратить. Понад 3000 людей з Бітоли приєдналися до ходи. Розгублений священик запитав його перед стратою: «Які твої останні слова?» Тоді Олександр заліз на кошик, схопив мотузку, підняв очі до неба і закричав: «Македонія буде вільна!» Після крику він накинув мотузку на шию і повісився.
Могила Турунджева знаходиться на Бітольському кладовищі Свята Недела .   Його смерть оспівана в народній пісні «Чорно писалося». 

## Зовнішні посилання
- Македонія буде вільною! [Архівовано 14 жовтня 2008 у Wayback Machine.] Архивирано 14 жовтень 2008 року г.